# 아삼마카크
아삼마카크 또는 아삼원숭이(Macaca assamensis)는 긴꼬리원숭이과에 속하는 마카크의 일종이다. 인도와 네팔, 베트남, 태국, 그리고 중국 남부 등, 아시아 남부와 동남부에 다수 서식하는 것으로 알려져 있다. 낮에 주로 활동하는 주행성 동물이다. 준낙엽성 숲과 저산대 숲에서 산다.
아삼마카크는 서식지 파괴때문에 일부 지역에서 멸종 위험에 처해 있다.
몸 길이는 50–73 cm 정도이고, 꼬리는 19–28 cm이다. 수컷의 몸무게는 약 10-14.5 kg 이고, 암컷은 8–12 kg이다. 아삼마카크는 과일과 잎, 무척추동물 그리고 곡물 등을 먹는다.

## 아종
아삼마카크는 2종의 아종이 알려져 있다.
- 동부아삼마카크 (Macaca assamensis assamensis)
- 서부아삼마카크 (Macaca assamensis pelops)